# Iglesia de San Genaro (Nápoles)

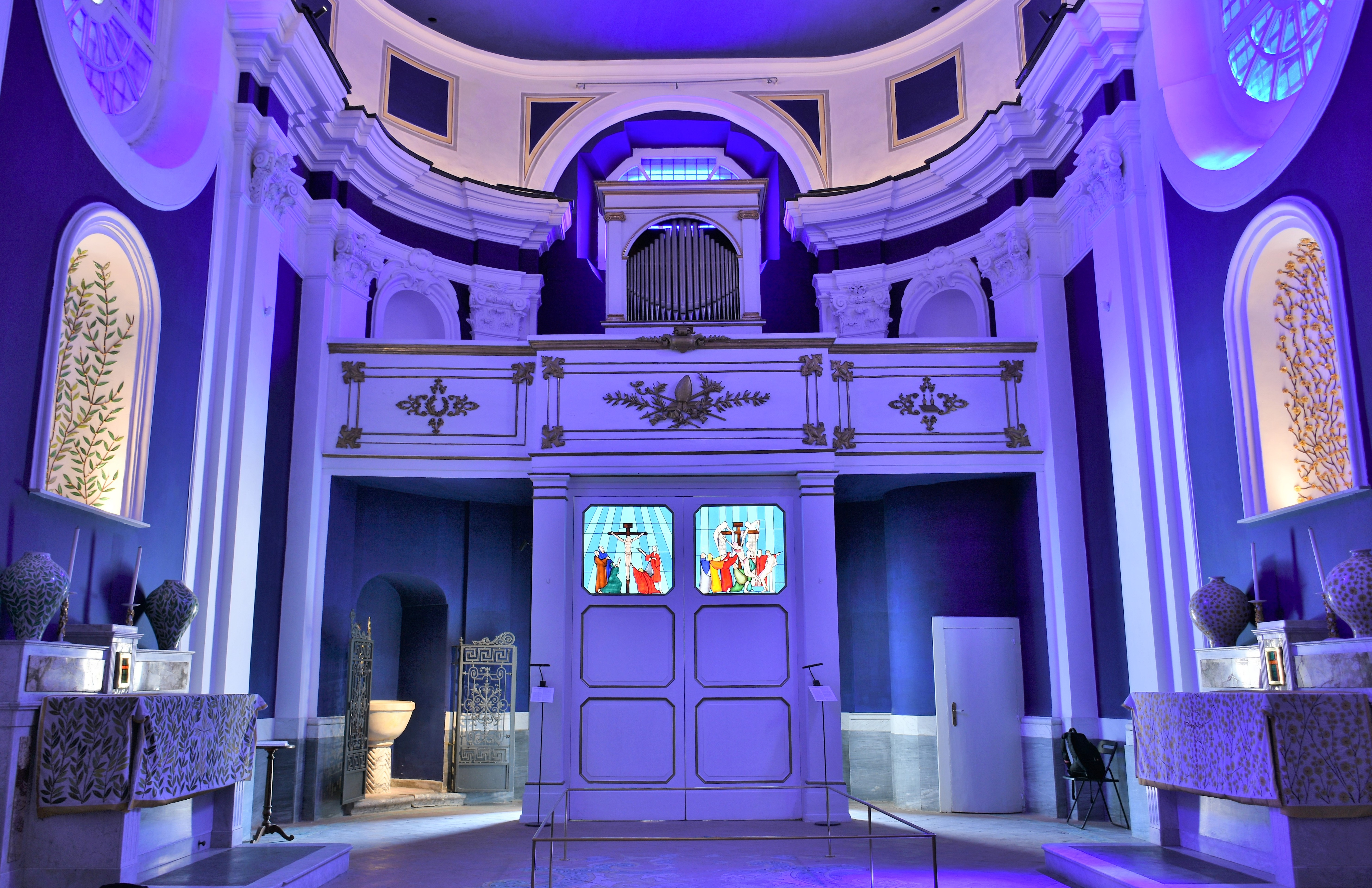
Contrafachada.

La iglesia de San Gennaro es una iglesia monumental de Nápoles. Se encuentra en el parque del Palacio de Capodimonte.

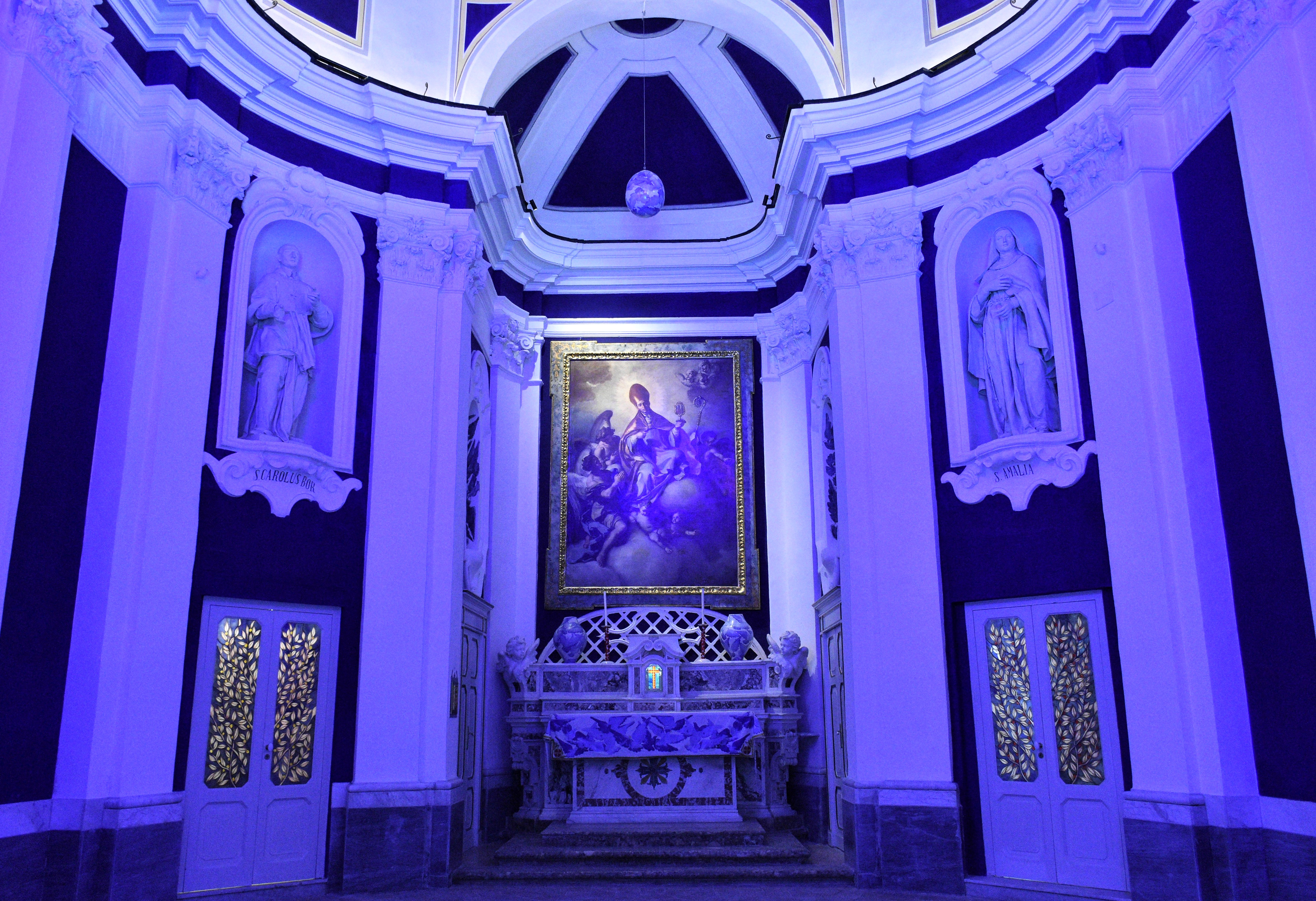
El interior.

## Historia y descripción
Dedicado a las personas que vivían en el parque, su construcción fue ordenada por Carlos de Borbón, rey de Nápoles, en 1745 y fue elevado a parroquia para gentes rurales y dedicadas a trabajos mercenarios en 1776. El proyecto fue confiado a Ferdinando Sanfelice, uno de los arquitectos más importantes del siglo XVIII.
Cerrado al culto desde 1969, reabrió sus puertas a los visitantes el martes 6 de julio de 2021 con una nueva decoración del arquitecto Santiago Calatrava, protagonista de la exposición “Santiago Calatrava. “A la luz de Nápoles”. La reapertura al culto tuvo lugar el 19 de noviembre de 2021 durante una ceremonia presidida por el arzobispo Battaglia en la que se bendijo la iglesia.El arquitecto dotó al edificio de una fachada sobria con pilastras dóricas y un interior bastante luminoso, con un espacio ovalado adornado con decoraciones sobrias y cuatro estatuas en nichos, que representan a San Felipe, Santa Isabel, San Carlos Borromeo y Santa Amelia (actualmente sólo las de San Carlos y Santa Amelia siguen presentes en el edificio). En el altar mayor hay un lienzo de Leonardo Olivieri, que representa a San Gennaro en la gloria.